# Iakovos von Amerika
Erzbischof Iakovos oder Jacob (griechisch: Ιάκωβος; bürgerlich: Demetrios Koukouzis (Δημήτριος Κουκούζης), Imbros 29. Juli 1911 – 10. April 2005) war der Primas der griechisch-orthodoxen Erzdiözese von Nord- und Südamerika (heute die griechisch-orthodoxe Erzdiözese von Amerika) von 1959 bis zu seiner Emeritierung 1996.

## Leben

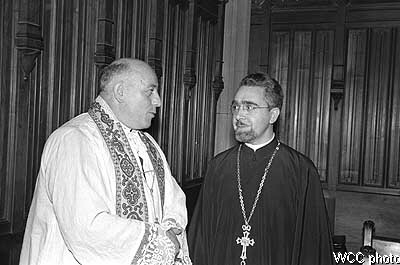
Iakovos (rechts) mit Léon Gauthier, dem christkatholischen Bischof der Schweiz (1955)

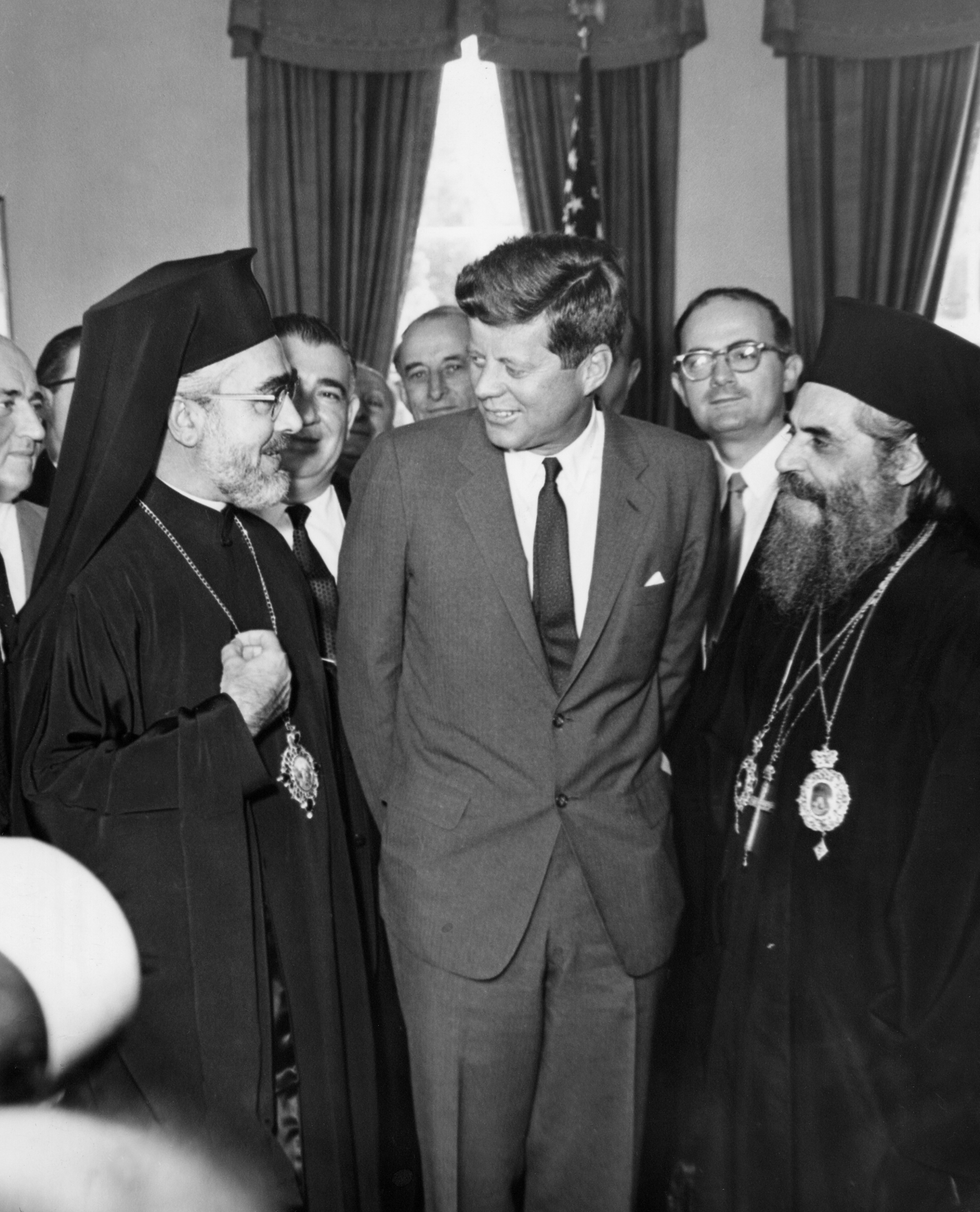
Iakovos (links) mit John F. Kennedy während des Besuchs des Patriarchen Benediktos von Jerusalem in den USA

Iakovos wurde auf der Insel Imbros im Osmanischen Reich geboren, die damals griechisch besiedelt war. Im Alter von 15 schrieb er sich an der theologischen Schule in Chalki ein und nahm nach Abschluss 1934 „Iakovos“ als kirchlichen Namen an.
Fünf Jahre nach seiner Ordination erhielt Diakon Iakovos eine Einladung, als Erzdiakon bei Erzbischof Athenagoras zu arbeiten, der später Ökumenischer Patriarch von Konstantinopel wurde. 1940 wurde er in Lowell, Massachusetts, zum Priester geweiht. Gleichzeitig absolvierte er ein Studium an der Harvard University und erwarb einen Master of Sacred Theology-Abschluss.
Nach Wahl der Heiligen Synode von Konstantinopel am 14. Februar 1959 trat er zum 1. April 1959 als Nachfolger des verstorbenen Erzbischof Michael die Stelle des Erzbischofs von Nord- und Südamerika ein, die Metropolie von Amerika zählte zu diesem Zeitpunkt bereits über 500 Gemeinden. Eines seiner ersten Treffen war der Besuch von Papst Johannes XXIII., welches das erste Treffen eines Papstes mit einer orthodoxen Persönlichkeit seit 350 Jahren war. In den USA versuchte er die ethnische Ausrichtung vieler Gemeinden zu minimieren und die Ökumene zu stärken. Er initiierte die Standing Conference of the Canonical Orthodox Bishops in the Americas, deren Vorsitz er übernahm.
Iakovos wurde immer wieder auch politisch als Vermittler tätig, der türkische Premierminister Turgut Özal besuchte ihn 1985, um in den Beziehungen zwischen der Türkei und Griechenland zu vermitteln. Iakovos hatte zu Griechenlands sozialistischem Premier Andreas Papandreou jedoch selbst kein gutes Verhältnis. Iakovos erreichte eine kleine Annäherung der beiden Länder in der Zypernfrage und das Treffen von Davos. Beide Kandidaten des Präsidentschaftswahlkampfes 1980 baten Iakovos um Unterstützung, er sagte beiden gemeinsame Auftritte zu, jedoch unter der Bedingung für keinen der beiden Partei zu beziehen.
Nachdem sich in den 1990er Jahren die Meinungsverschiedenheiten mit dem neuen Patriarchen Bartholomäus I. mehrten, ging er in den Ruhestand. Er verstarb am 10. April 2005.

## Bürgerrechtsbewegung
Durch die eigene Erfahrung, als Grieche und Christ in der Türkei verfolgt worden zu sein, engagierte sich Erzbischof Iakovos (als einer der wenigen Prominenten Nicht-Schwarzen und einziger mit kirchlichem Hintergrund) in der amerikanischen Bürgerrechtsbewegung und nahm an den Selma-nach-Montgomery-Märschen teil. Dieses Engagement wird auch in dem Film Selma gezeigt.
Das Cover des Life Magazins vom 26. März 1965 zeigt Iakovos an der Seite von Martin Luther King.
Iakovos motivierte die Mitglieder seiner Kirche, sich aktiv für die Bürgerrechtsbewegung einzusetzen und nicht nur „Zuschauer und Zuhörer“ zu sein. Für dieses Engagement wurde er 1980 mit der Presidential Medal of Freedom ausgezeichnet.